# Завод имени М. И. Калинина
Акционерное общество «Завод имени М. И. Калинина», завод № 4 имени М. И. Калинина — военно-промышленное предприятие, ранее располагавшееся в Санкт-Петербурге; в 2010-х годах переведённое в Ленинградскую область.

## История

### Российская империя
ПАО «Завод имени М. И. Калинина» — старейшее в отрасли предприятие, основанное в 1869 году как Васильевское отделение Санкт-Петербургского патронного завода.
Угловой участок № 1 на берегу реки Смоленки во второй половине XVIII века принадлежал купцу Л. Р. Мануйлову, который разместил на нём деревянные и каменные амбары для хранения пеньки и льна. В 1806 году государство приобрело эти постройки и дополнительно построило каменные склады для вина, вследствие чего участок стали называть Винным городком. В 1869 году участок был передан патронному заводу, приспособившему склады под производственные помещения. 7 июня 1869 года на участке начал работу Васильевский гильзовый завод под руководством штабс-капитана Василия Николаевича Загоскина.

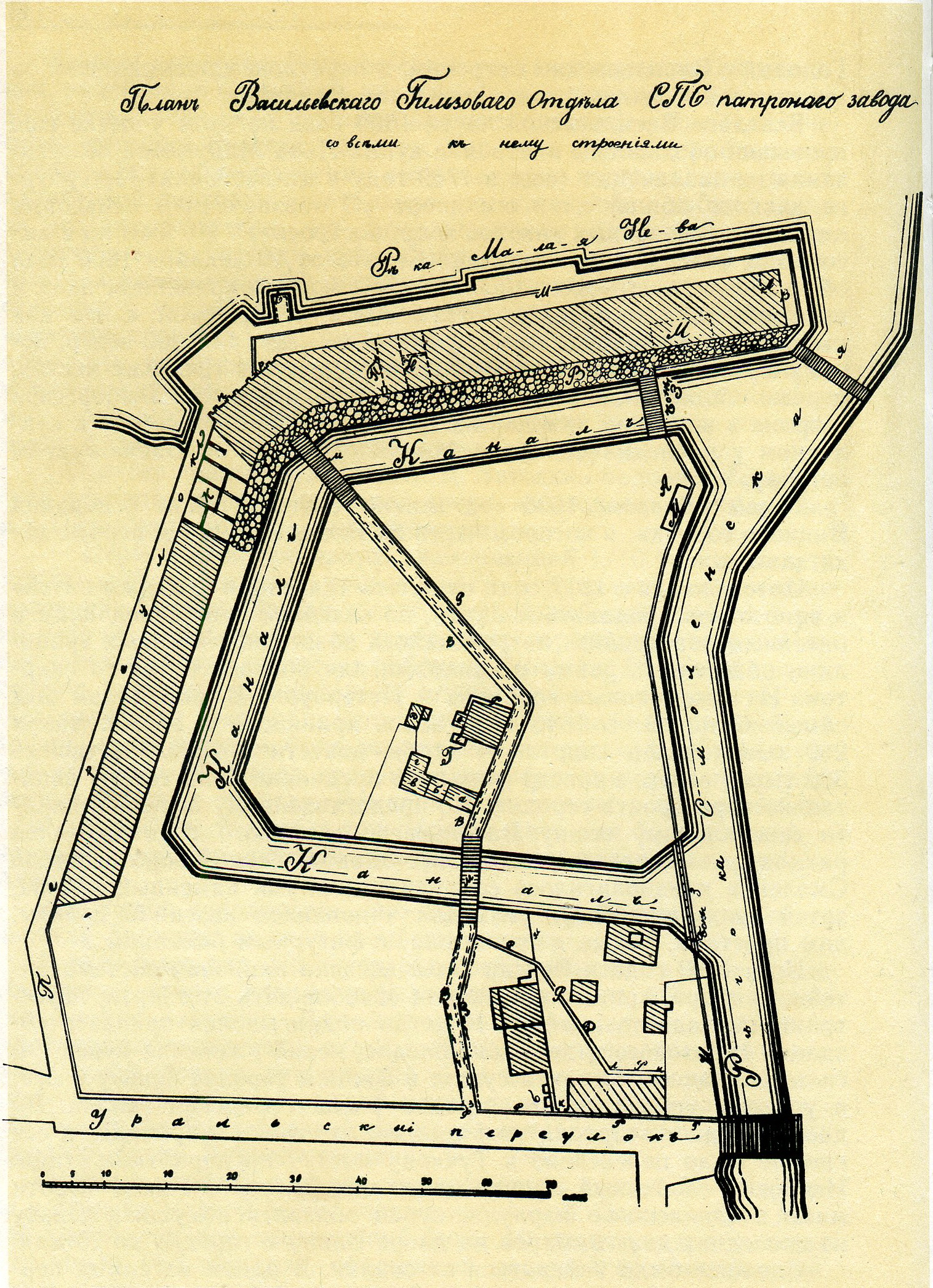
План Гильзового отдела

В 1871 году начальником отделения был назначен известный изобретатель, военный инженер Василий Фомич Петрушевский; он усовершенствовал производство, создал инструментальный цех, а также изобрёл приборы, способствующие повышению качества изготавливаемой продукции; так, по его предложению была введена герметическая укупорка пороха, пороховых зарядов и патронов; разработал конструкцию вышибной ударной трубки. В 1873 году трубочный цех был преобразован в трубочный завод, а патронный завод был переведён на Выборгскую сторону.
В 1892 году это отделение было преобразовано в Трубочно-инструментальный завод, который с 1890 года назывался Трубочным заводом и находился в непосредственном ведении Главного артиллерийского управления. До основания Второго трубочного завода в Самаре в 1908 году он был единственным в России предприятием, изготавливавшим для сухопутной и морской артиллерии все виды трубок, взрывателей, капсюльных втулок, электрозапалов и других средств воспламенения.

### Советский период
После Октябрьской революции 1917 года Петроградский Трубочный завод получил наименование «Государственный завод № 1»; передан Центральному правлению артиллерийских заводов ВСНХ РСФСР, а в 1921 году — Севзапвоенпрому; число рабочих, занятых на заводе, на 1 января 1917 года составляло 19 тыс. 46 чел., а на 1 апреля 1918 — 3 тыс. 326 чел.
Впоследствии, по приказу Севзапвоенпрома от 21 февраля 1922 года, предприятие назвали в честь «Всесоюзного старосты» — Председателя ВЦИК Михаила Ивановича Калинина, который работал на заводе в 1906—1907 и 1917 годах.
В 1924 году завод был переименован в «Ленинградский трубочный завод им. М. И. Калинина» (ЛТЗ), в 1926 году перешел в ведение Патронно-трубочного треста ВСНХ СССР; с августа 1927 года он стал носить имя «Ленинградский Государственный Союзный завод № 4». В 1930—1934 годах завод был в подчинении у Всесоюзного объединения патронно-трубочного и взрывательного производства, затем у Наркомата тяжёлой промышленности СССР, в 1938—1946 — у Наркомата боеприпасов СССР, в 1946—1953 — у Министерства сельскохозяйственного машиностроения СССР; в 1949 году стал «номерным» — п/я 672.
Во время войны, в условиях блокады Ленинграда на заводе создавалось новейшее по тем временам ракетное оружие, после битвы под Москвой получившее название «катюша».
В 1953—1956 годах завод подчинялся Министерству оборонной промышленности СССР, в 1957—1965 годах — Управлению машиностроения Ленсовнархоза; с ноября 1965 года перешел в подчинение Министерству машиностроения СССР и был переименован в Ленинградский государственный завод им. М. И. Калинина.
В 1986 году на территории предприятия открыли памятник, посвящённый боевой и трудовой славе завода (скульпторы С. Ю. Алипов и П. О. Шевченко).

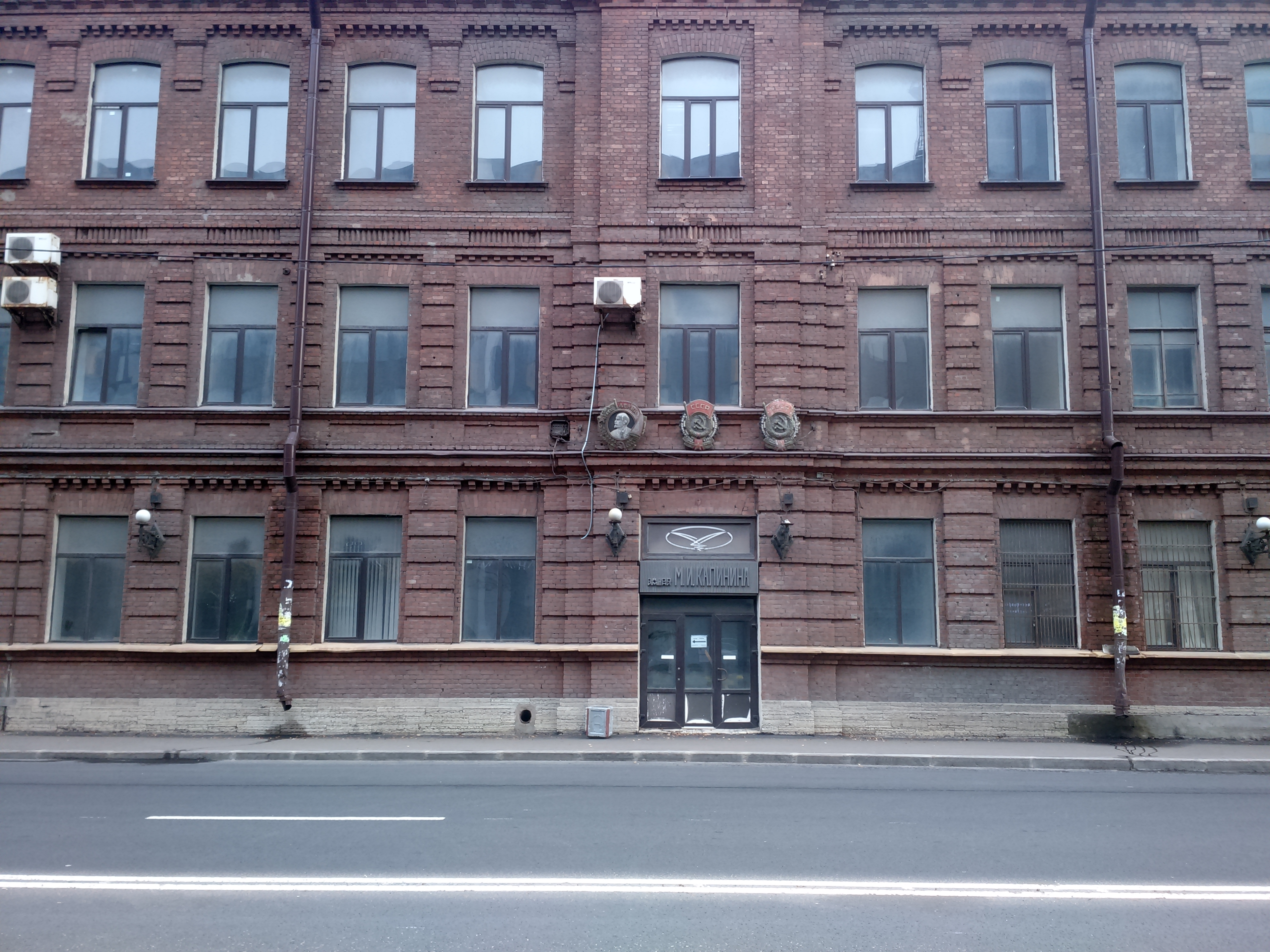
Вход с Уральской ул. в Санкт-Петербурге

#### Второе производство
В 1961 году, в связи с Постановлением Ленинградского совнархоза «О выносе взрывоопасных производств за пределы Ленинграда», было принято решение о строительстве цеха по изготовлению взрывателей в пгт Никольском, где ещё с 1877 года существовал пороховой завод. После возведения цеха было освоено производство механических, электромеханических и радиовзрывателей для снарядов и различных морских и наземных ракет, для чего организованы участки изготовления пиротехнических узлов и прессования бризантных составов, подготовлены соответствующие кадры специалистов, рабочих и служащих.
В 1974 году был создан сначала участок, а затем цех по изготовлению инструментальных средств: приспособлений, штампов, пресс-форм. Согласно Приказу Министра машиностроения СССР № 196 от 19 мая 1980 года промышленной площадке в пос. Никольское присвоен статус производства № 2 ПО «Завод имени М. И. Калинина». В 1984—1992 годах в Никольском были введены в эксплуатацию следующие цеха:
- ТНП,
- по изготовлению деталей из пластмасс,
- инструментальный.

Также, были обновлены инженерные сети; построен ясли-сад на 320 мест со спортзалом, бассейном, физиотерапевтическим кабинетом и зимним садом, реконструированы и расширены очистные сооружения в Никольском, которому в 1990 году было присвоено звание города. Выпускаемая производством № 2 продукция военного назначения поставлялась на экспорт в ряд стран: Китай, Индию, Вьетнам, Болгарию, Польшу, Сирию, Финляндию.

### Постсоветский период
В середине 2010-х годов завод входит в концерн «Техмаш» корпорации «Ростех».

## Известные работники
- На заводе с 1870 года служил выпускник Михайловской артиллерийской академии живописец Н. А. Ярошенко, изобразивший рабочего этого завода в картине «Кочегар»[13].
- Калинин, Михаил Иванович, который работал в 1906—1907 и в 1917 годах, в честь которого завод и назван.
- Рдултовский, Владимир Иосифович — с 1926 г. на должности заместителя заведующего конструкторским бюро.

## Факты

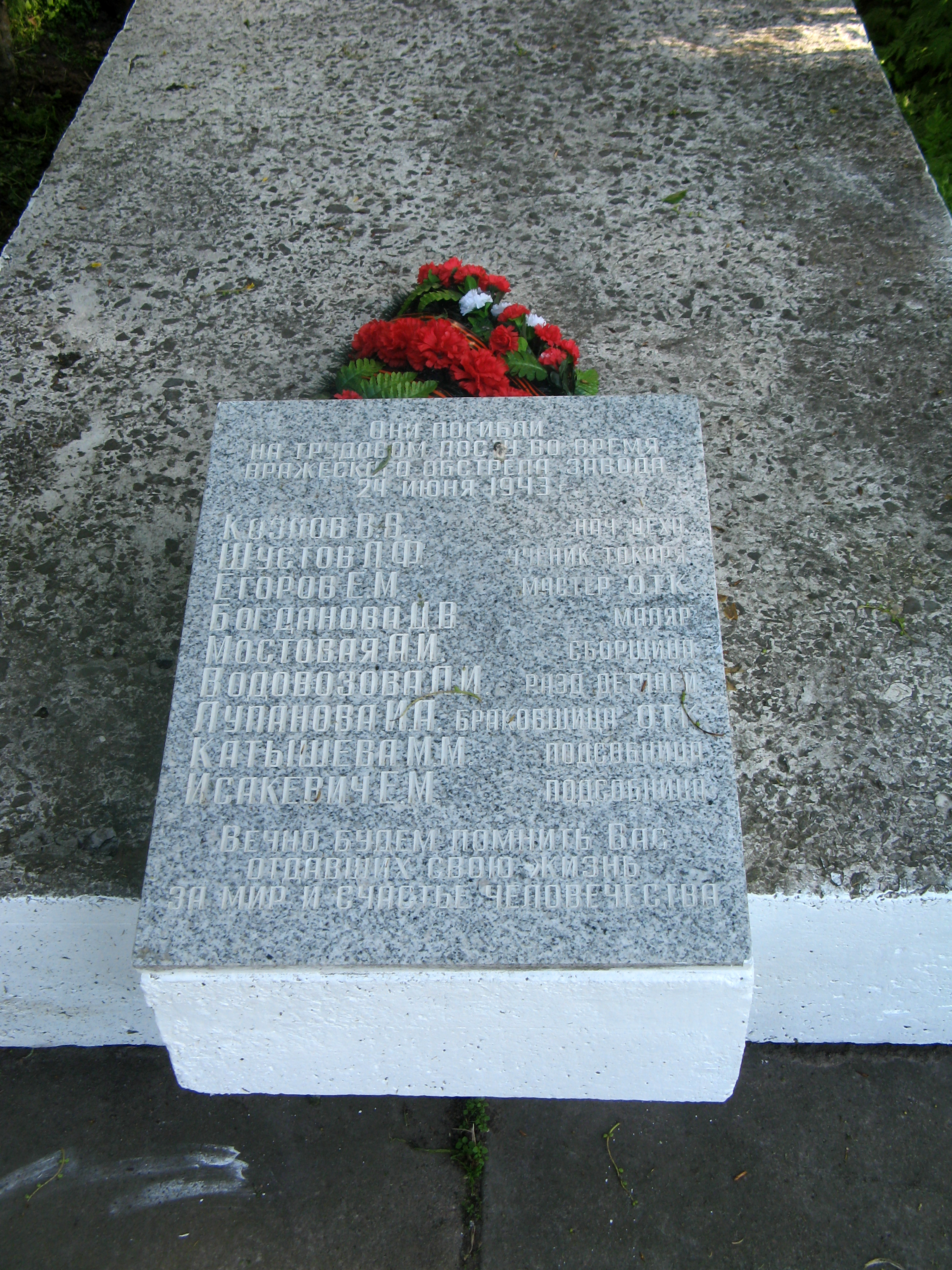
Кладбище «Остров Декабристов». Памятник с фамилиями павших

- В доме на углу 8-й линии и Малого проспекта народники устроили конспиративную квартиру для ведения пропаганды среди рабочих Патронного и других заводов на Васильевском острове[14].
- В мае 1917 года на заводе состоялся митинг, где выступали лидеры меньшевиков, министры Временного правительства, а также лидер большевиков В. И. Ленин. В честь выступления Ленина на фасаде завода впоследствии была установлена мемориальная доска[9].
- На Смоленском православном кладбище есть братская могила рабочих Трубочного завода, борцов за свободу: Ивана Алексеевича Дмитриева, 1891 года рожд., убитого 25 февр. 1917 года и Николая Машкова, 1899 года рожд., убитого 28 февр. 1917 года. Памятник — гранитный камень с железным православным крестом, и стихотворная эпитафия — от рабочих Трубочного завода[15][16].
- На Смоленском мемориальном кладбище «Остров Декабристов» находится братская могила сотрудников завода имени Калинина, погибших на трудовом посту во время вражеского обстрела 24 июня 1943 года. На ней возведён памятник в виде стелы с изображением в металле фигур рабочего и работницы. В постамент перед стелой встроен мраморный куб с надписью, на которой перечислено 9 фамилий[17][18].